# Liste des ministres italiens du Tourisme
Cet article dresse la liste des ministres italiens du Tourisme depuis 1954.
Ce poste était pourvu entre 1959 et 1993, ainsi que depuis 2021, par un ministre de plein exercice. Sur les autres périodes, il s'agissait d'un ministre sans portefeuille.

## Liste des ministres
| Ministre                                     | Ministre                     | Mandat                                                  | Parti | Parti       | Gouvernement   |
| -------------------------------------------- | ---------------------------- | ------------------------------------------------------- | ----- | ----------- | -------------- |
|                                              | Giovanni Ponti (1896-1961)   | 10 février 1954 – 20 mai 1957 3 ans, 3 mois et 10 jours |       | DC          | Scelba         |
| Segni I                                      | Giovanni Ponti (1896-1961)   | 10 février 1954 – 20 mai 1957 3 ans, 3 mois et 10 jours |       | DC          |                |
| Poste non-pourvu                             |                              |                                                         |       |             |                |
|                                              | Umberto Tupini               | 29 août 1959 – 27 juillet 1960                          |       | DC          | Segni II       |
| Tambroni                                     | Umberto Tupini               | 29 août 1959 – 27 juillet 1960                          |       | DC          |                |
|                                              | Alberto Folchi               | 27 juillet 1960 – 5 décembre 1963                       |       | DC          | Fanfani III·IV |
| Leone I                                      | Alberto Folchi               | 27 juillet 1960 – 5 décembre 1963                       |       | DC          |                |
|                                              | Achille Corona               | 5 décembre 1963 – 25 juin 1968                          |       | PSI         | Moro I·II·III  |
|                                              | Domenico Magrì               | 25 juin 1968 – 13 décembre 1968                         |       | DC          | Leone II       |
|                                              | Lorenzo Natali               | 13 décembre 1968 – 6 août 1969                          |       | DC          | Rumor I        |
|                                              | Giovanni Battista Scaglia    | 6 août 1969 – 28 mars 1970                              |       | DC          | Rumor II       |
|                                              | Giuseppe Lupis               | 28 mars 1970 – 6 août 1970                              |       | PSI         | Rumor III      |
|                                              | Gianmatteo Matteotti         | 6 août 1970 – 18 février 1972                           |       | PSDI        | Colombo        |
|                                              | Giovanni Battista Scaglia    | 18 février 1972 – 26 juin 1972                          |       | DC          | Andreotti I    |
|                                              | Vittorio Badini Confalonieri | 26 juin 1972 – 8 juillet 1973                           |       | PLI         | Andreotti II   |
|                                              | Nicola Signorello            | 8 juillet 1973 – 15 mars 1974                           |       | DC          | Rumor IV       |
|                                              | Camillo Ripamonti            | 15 mars 1974 – 23 novembre 1974                         |       | DC          | Rumor V        |
|                                              | Adolfo Sarti                 | 23 novembre 1974 – 30 juillet 1976                      |       | DC          | Moro IV·V      |
|                                              | Dario Antoniozzi             | 30 juillet 1976 – 13 mars 1978                          |       | DC          | Andreotti III  |
|                                              | Carlo Pastorino              | 13 mars 1978 – 21 mars 1979                             |       | DC          | Andreotti IV   |
|                                              | Egidio Ariosto               | 21 mars 1979 – 5 août 1979                              |       | PSDI        | Andreotti V    |
|                                              | Bernardo D'Arezzo            | 5 août 1979 – 18 octobre 1980                           |       | DC          | Cossiga I·II   |
|                                              | Nicola Signorello            | 18 octobre 1980 – 4 août 1983                           |       | DC          | Forlani        |
| Spadolini I·II                               | Nicola Signorello            | 18 octobre 1980 – 4 août 1983                           |       | DC          |                |
| Fanfani V                                    | Nicola Signorello            | 18 octobre 1980 – 4 août 1983                           |       | DC          |                |
|                                              | Lelio Lagorio                | 4 août 1983 – 1er août 1986                             |       | PSI         | Craxi I        |
|                                              | Nicola Capria                | 1er août 1986 – 18 avril 1987                           |       | PSI         | Craxi II       |
|                                              | Mario Di Lazzaro             | 18 avril 1987 – 29 juillet 1987                         |       | Indépendant | Fanfani VI     |
|                                              | Franco Carraro               | 29 juillet 1987 – 13 avril 1991                         |       | PSI         | Goria          |
| De Mita                                      | Franco Carraro               | 29 juillet 1987 – 13 avril 1991                         |       | PSI         |                |
| Andreotti VI                                 | Franco Carraro               | 29 juillet 1987 – 13 avril 1991                         |       | PSI         |                |
|                                              | Carlo Tognoli                | 13 avril 1991 – 28 juin 1992                            |       | PSI         | Andreotti VII  |
|                                              | Margherita Boniver           | 28 juin 1992 – 29 avril 1993                            |       | PSI         | Amato I        |
| Poste non-pourvu (ministère supprimé)        |                              |                                                         |       |             |                |
|                                              | Michela Vittoria Brambilla   | 8 mai 2009 – 16 novembre 2011                           |       | PDL         | Berlusconi IV  |
|                                              | Piero Gnudi                  | 16 novembre 2011 – 28 avril 2013                        |       | Indépendant | Monti          |
| Poste non-pourvu                             |                              |                                                         |       |             |                |
|                                              | Massimo Garavaglia           | 26 février 2021 - 22 octobre 2022                       |       | Lega        | Draghi         |
|                                              | Daniela Santanchè            | depuis le 22 octobre 2022                               |       | Fdl         | Meloni         |
| Titres successifs : - Tourisme (depuis 2021) |                              |                                                         |       |             |                |